# Xã Delmar, Quận Tioga, Pennsylvania
Xã Delmar (tiếng Anh: Delmar Township) là một xã thuộc quận Tioga, tiểu bang Pennsylvania, Hoa Kỳ. Năm 2010, dân số của xã này là 2.856 người.